# Orchesella hexfasciata
Orchesella hexfasciata är en urinsektsart som beskrevs av Harvey 1951. Orchesella hexfasciata ingår i släktet Orchesella och familjen brokhoppstjärtar. Inga underarter finns listade i Catalogue of Life.